# Kurt Wilhelm
Pour les articles homonymes, voir Wilhelm.
Kurt Otto Wilhelm, né le 8 mars 1923 à Munich-Schwabing (Allemagne) et mort le 25 décembre 2009 à Straßlach en Haute-Bavière (Allemagne), est un metteur en scène et auteur allemand.

## Biographie
Kurt Wilhelm reçoit sa formation au Séminaire Max Reinhardt et à l'Académie de musique et des arts du spectacle de Vienne.
Après ses premiers rôles au Burgtheater et au Theater in der Josefstadt en 1942/1943, il est engagé au Schauspielhaus de Stuttgart, où il travaille comme acteur, dramaturge et assistant metteur en scène.

## Filmographie (sélection)
- 1959 : Heiße Ware (de) (co-scénario uniquement)
- 1959 : Paprika (de)
- 1961 : Zu viele Köche  (série télévisée policière en plusieurs parties)
- 1962 : Der Zigeunerbaron (de)
- 1964 : Sicher ist sicher  (téléfilm)
- 1965 : Die schwedische Jungfrau (de)
- 1974 : Alexander und die Töchter (de) (série télévisée)
- 1976 : Vater Seidl und sein Sohn (de) (série télévisée)
- 1979 : Der Ruepp (de)  (téléfilm avec Karl Obermayr et Gertrud Kückelman)
- 1985 : Hochzeit  (téléfilm)

## Œuvres
Wilhelm est également actif en tant qu'écrivain. Il écrit des romans, des nouvelles et des ouvrages sur Richard Strauss et son œuvre.
- Brummlg’schichten. Ein Buch über die Sendereihe von Radio München, die Herrn Xaver Brumml’s Erlebnisse und Abenteuer zum Inhalt hat, München, 1948
- Alle sagen Dickerchen. Ein Lied von Leib und Liebe illustriert von Reiner Zimnik, Musik (d. h. in Faksimile gedruckte Noten) von Rolf Alexander Wilhelm, München, 1956
- O Maria hilf! und zwar sofort! damit’s ein (r)echter Bayer wird, illustriert von Josef Oberberger,Rosenheimer Verlagshaus, Rosenheim, 1978  (ISBN 3-475-52235-7)
- Bairische Raritäten in Vers und Prosa, avec des histoires illustrées de Ernst Maria Lang, illustrations de Josef Oberberger, Ehrenwirth Verlag, München, 1978  (ISBN 3-431-02050-X)
- Paradies, Paradies!, 1981
- Ja, ja – die Kunscht!, illustriert von Josef Oberberger, Verlagsanstalt Bayerland, Dachau, 1993  (ISBN 3-89251-158-6)
- Der Brandner Kaspar und das ewig' Leben, Theaterfassung, Rosenheimer Verlag  (ISBN 978-3-475-53493-5)

## Discographie
- Kurt Wilhelm’s Brummlg’schichten  (ISBN 3-934044-55-7) (Tonkassetten)  (ISBN 978-3-934044-80-7) (CD-Set)
- Jonas der Angler/Lektro: Die verschwundene Melodie. Joachim Fuchsberger liest moderne Märchen von Reiner Zimnik. Regie: Kurt Wilhelm  (ISBN 3-8291-1103-7)
- Kurt Wilhelm – Der Brandner Kaspar und das ewig' Leben. Komödie nach einer Erzählung, Motiven und Gedichten von Franz von Kobell  (ISBN 3-934044-21-2)
- Hugo Hartung: Ich denke oft an Piroschka. Regie: Kurt Wilhelm, Ullstein-Hörverlag, München, 2003  (ISBN 3-550-09092-7)

## Honneurs et récompenses
- 1977 : Bayerischer Poetentaler
- 1979 : Médaille Ludwig Thoma
- 1984 : Prix de la culture de Haute-Bavière
- 1994 : Schwabing Art Prize, Prix d'honneur
- 1994 : Karl-Valentin-Orden (de)

ainsi que : 
- Deux prix Adolf Grimme
- Prix de la culture de la Fondation d'État bavaroise
- Prix de littérature d'été Sigi
- Ordre bavarois du Mérite
- Ordre du Mérite de la République fédérale d'Allemagne : Croix Fédérale du Mérite de 1re Classe